# Paul Blackthorne
Paul Blackthorne (Wellington, 5 maart 1969) is een Brits acteur, filmproducent, filmregisseur, scenarioschrijver  en fotograaf.

## Biografie
Blackthorne werd geboren in Wellington en bracht de meeste tijd in zijn jeugd door op militaire basissen in Engeland en Duitsland.
Blackthorne begon in 1998 met acteren in de korte film Romeo Thinks Again, waarna hij nog meerdere rollen speelde in films en televisieseries. Hij is vooral bekend van zijn rol als  Quentin Lance in de televisieserie Arrow (2012-2017).
Blackthorne is naast acteur ook fotograaf, in 2009 was zijn fotowerk te zien op een tentoonstelling in het Tibet House in New York. De naam van de tentoonstelling was Dehli to Manhattan, en liet het leven zien van de kinderen in Dharamsala.

## Filmografie

### Films
Uitgezonderd korte films.
- 2021 Margrete den første - als William Bourcier
- 2017 Daisy Winters - als Robert Stergen
- 2014 Dumb and Dumber To - als dr. Meldman
- 2012 Justice League: Doom – als Metallo / Henry Ackerdson (stemmen)
- 2009 A Christmas Carol – als Gast 3 / Zakenman 2
- 2006 Special – als Jonas Exiler
- 2005 Four Corners of Suburbia – als Walt Samson
- 2004 Gramercy Park – als Jack Quinn
- 2002 Untitled Secret Service Project – als Graham Davis
- 2001 The Truth Game – als Dan
- 2001 Lagaan: Once Upon a Time in India – als kapitein Andrew Russell
- 2000 Rhythm & Blues – als John
- 1999 This Is Not an Exit: The Fictional World of Bret Easton Ellis – als Victor Ward

### Televisieseries
Uitgezonderd eenmalige gastrollen.
- 2012-2020 Arrow – als Quentin Lance – 141 afl.
- 2019 The InBetween - als rechercheur Tom Hackett - 10 afl.
- 2015-2017 The Flash - als Quentin Lance - 2 afl.
- 2016 Legends of Tomorrow - als Quentin Lance - 2 afl.
- 2013 Arrow: Blood Rush - als Quentin Lance - 2 afl.
- 2012 The River – als Clark Quietly – 8 afl.
- 2010-2011 White Collar – als Julian Larson – 2 afl.
- 2010 The Gates – als Christian Harper – 6 afl.
- 2008-2009 Lipstick Jungle – als Shane Healy – 20 afl.
- 2007-2008 Big Shots – als Terrence Hill – 9 afl.
- 2007-2008 The Dresden Files – als Harry Dresden – 13 afl.
- 2006 Deadwood – als man van Hears – 2 afl.
- 2004 24 – als Stephen Saunders – 10 afl.
- 2004 ER – als dr. Jeremy Lawson – 5 afl.
- 2002-2003 Presidio Med – als Dr. Matt Slingerland – 13 afl.
- 2001 Holby City – als Guy Morton – 11 afl.
- 1999 Peak Practice – als Liam McGregor – 4 afl.

### Computerspellen
- 2017 Star Wars: Battlefront II - als Gideon Hask
- 2016 Call of Duty: Infinite Warfare - als stem

### Filmproducent
- 2020 Victorious - film
- 2017 Save the Rhino Vietnam - documentaire
- 2016 Women with Balls - documentaire
- 2013 This American Journey - documentaire

### Filmregisseur
- 2017 Save the Rhino Vietnam - documentaire
- 2013 This American Journey - documentaire

### Scenarioschrijver
- 2013 This American Journey - documentaire

- Bibsys: 4098602
- Biblioteca Nacional de España: XX4801137
- Bibliothèque nationale de France: cb15879495g (data)
- Gemeinsame Normdatei: 139872523
- International Standard Name Identifier: 0000 0001 1645 8321
- Library of Congress Control Number: no2002036878
- Nationale Bibliotheek van Israël: 987007424847205171
- PIC: 389612
- Système universitaire de documentation: 071505377
- Virtual International Authority File: 54483793
- WorldCat: E39PBJpj9wgYVwFQVy3D8gyDbd